# Bill Bixby
Bill Bixby, właściwie Wilfred Bailey Everett Bixby III (ur. 22 stycznia 1934 roku w San Francisco, w stanie Kalifornia, USA, zm. 21 listopada 1993 r. w Century City, w stanie Kalifornia) – amerykański aktor filmowy i telewizyjny, reżyser i producent filmowy.
Zmarł w 1993 roku w wieku 59 lat na raka prostaty.

## Wybrana filmografia

### Filmy fabularne
- 1963: Ostatni kowboj (Lonely Are the Brave) jako Lotnik w helikopterze
- 1963: Słodka Irma (Irma la Douce) jako wytatuowany marynarz
- 1968: Wyścigi (Speedway) jako Kenny Donford
- 1968: Piknik (Clambake) jako James J. Jamison III
- 1976: Wielki Houdini (The Great Houdini) jako Arthur Ford
- 1988: Powrót niesamowitego Hulka (The Incredible Hulk Returns) jako dr David Bruce Banner
- 1989: Hulk przed sądem (The Trial of the Incredible Hulk) jako David Bruce Banner (także reżyseria i producent filmowy)
- 1990: Śmierć niesamowitego Hulka (The Death of the Incredible Hulk) jako dr David Bruce Banner
- 1992: Diagnoza morderstwo (Diagnosis Murder) jako Nick Osborne

### Seriale TV
- 1962: Doktor Kildare (Dr. Kildare) jako dr John Grant
- 1963: Strefa mroku (The Twilight Zone) jako OOD
- 1963: Doktor Kildare (Dr. Kildare) jako Ben Mollenhauer
- 1972: Centrum Medyczne (Medical Center) jako dr Hurst
- 1973: Barnaby Jones jako Alex Chandler
- 1974: Ulice San Francisco (The Streets of San Francisco) jako Jerry Schilling
- 1976:  Pogoda dla bogaczy (Rich Man, Poor Man) jako Willie Abbott
- 1976: Ulice San Francisco (The Streets of San Francisco) jako Eric Doyle
- 1977: Statek miłości jako John Ballard
- 1977–1982: The Incredible Hulk jako David Bruce Banner